# Luchthaven Namibe
Luchthaven Namibe (IATA: MSZ, ICAO: FNMO) is een luchthaven in Moçâmedes, Angola.

## Luchtvaartmaatschappijen en bestemmingen
- TAAG Angola Airlines - Luanda, Menongue